# Messrad
Der Begriff Messrad wird für zwei Arten von Messgeräten verwendet.

## Messräder in der Vermessung

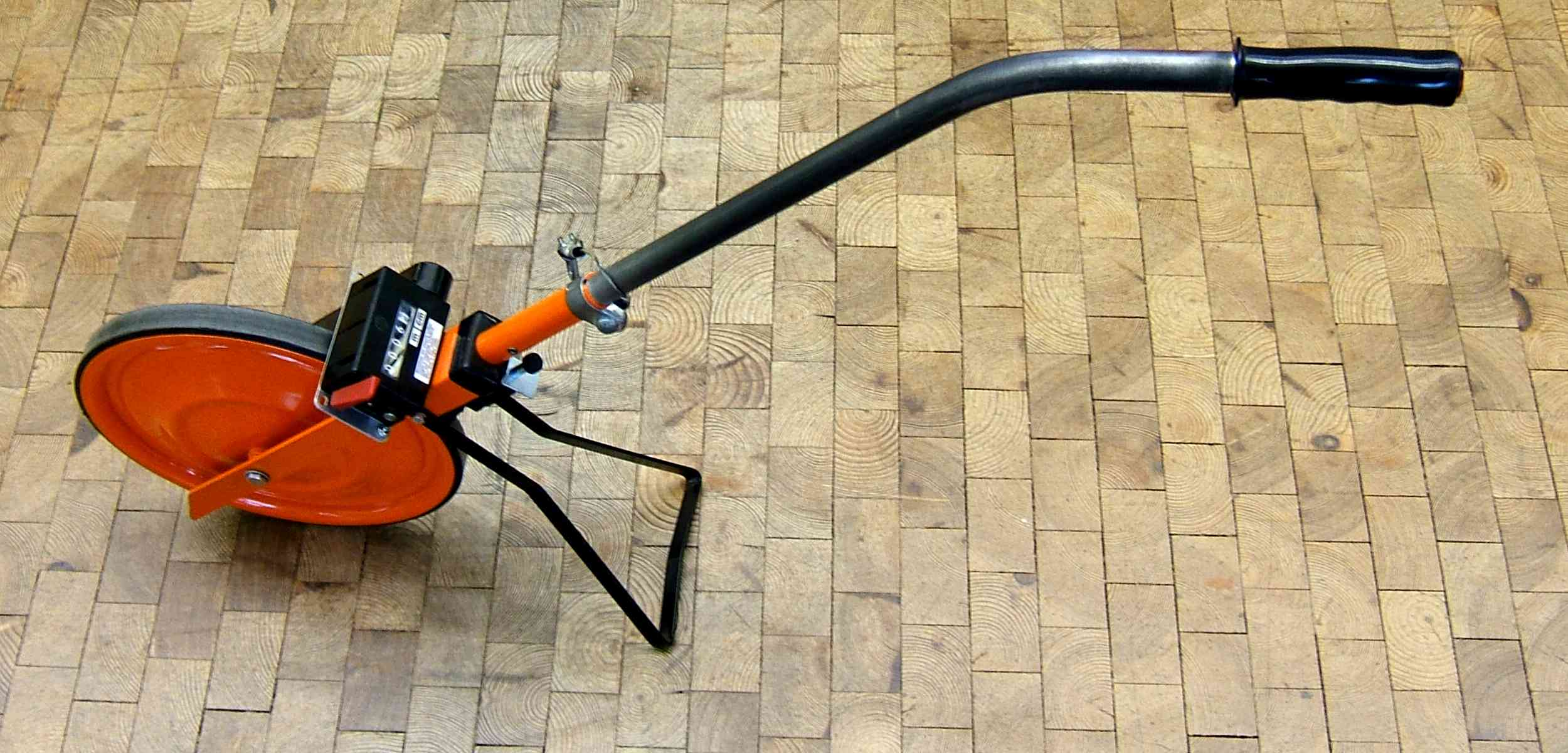
Messrad

Ein Messrad ist ein Hodometer, das der Vermessung von Strecken auf ebenem Boden dient. Man rollt es, an einem kurzen Stiel nach vorne haltend, entlang der Messstrecke.
Die Ablesung zählt die ganzen Umdrehungen (üblicher Umfang ein bis zwei Meter) und die Teildrehungen – letztere je nach Genauigkeit auf einige Hundertstel bis Tausendstel. Die Anzeige der abgefahrenen Strecke erfolgt mittels eines Zählwerkes. Übliche Anzeige am Zählwerk in m/cm/mm. Messräder gibt es in ungeeichter und geeichter Version. Moderne Messgeräte schlüsseln die beiden Ablesungen sofort in eine digitale Anzeige (Meter und Zentimeter) um.
Je nach Typ und Sorgfalt kann man damit eine Entfernungsmessung auf Zentimeter bis Dezimeter genau durchführen.

## Messräder in der Fahrzeugtechnik
Unter einem Messrad wird auch ein Messgerät verstanden, mit dem sich zum Zwecke fahrdynamischer Messungen Kräfte und Momente in der Radnabe eines Fahrzeuges (üblicherweise Pkw oder Lkw) in allen sechs kartesischen Richtungen  bestimmen lassen. Die Messungen werden zur Auslegung von Fahrwerken verwendet. Bei Pkw werden während einer Versuchsreihe meist alle vier Räder mit Messrädern bestückt, bei Lkw werden aus Kostengründen (6 bis 16 Räder) meist mehrere Messungen nacheinander durchgeführt.
Ein Messrad zur reinen Wegstreckenmessung ist das sogenannte fünfte Rad oder auch Peiselerrad, das zusätzlich am Fahrzeug angebracht wird.